# Igor Karačić
Igor Karačić (* 2. November 1988 in Mostar, SR Bosnien und Herzegowina, SFR Jugoslawien) ist ein kroatischer Handballspieler, der zumeist auf Rückraum links eingesetzt wird. Im Jahr 2019 wurde er zu Kroatiens Handballer des Jahres gewählt.

## Karriere

### Verein
Der 1,92 m große und 94 kg schwere Rechtshänder spielte bis 2012 für den RK Metković und den bosnischen Verein RK Bosna Sarajevo, mit dem er 2011 bosnischer Meister wurde. In der EHF Champions League war er 2010/11 mit 62 Toren einer der besten Torschützen, obwohl er im Achtelfinale ausschied. 2011/12 erreichte er die Gruppenphase. Ab Februar 2012 lief er für den mazedonischen Rekordmeister RK Vardar Skopje auf. In seiner ersten kompletten Saison in der Super Liga gewann er gleich die Meisterschaft. Im EHF Europa Pokal 2012/13 stand er in der dritten Runde. Sein Vertrag wurde im Februar 2014 um drei Jahre bis 2017 verlängert. In der Königsklasse 2013/14 erreichte er das Viertelfinale, nachdem er mit Vardar nach einem 28:28 zuhause überraschend das Rückspiel beim Titelverteidiger HSV Hamburg mit 30:29 gewann. Dort unterlag er der SG Flensburg-Handewitt aufgrund der Auswärtstorregel. 2014, 2015, 2016, 2017 und 2018 gewann er den Pokal, 2015, 2016, 2017, 2018 und 2019 die Meisterschaft, 2014, 2017, 2018 und 2019 die SEHA-Liga sowie 2017 und 2019 die EHF Champions League.
Im Sommer 2019 wechselte er zum polnischen Erstligisten KS Kielce. Mit Kielce gewann er 2020 bis 2023 die polnische Meisterschaft sowie 2021 und 2025 den polnischen Pokal. Im Finale der EHF Champions League 2021/22 unterlag er mit Kielce dem FC Barcelona erst nach Siebenmeterwerfen 35:37. Ein Jahr später verlor er mit Kielce das Endspiel gegen den SC Magdeburg mit 29:30 nach Verlängerung. Im Sommer 2025 unterschrieb er einen Vertrag beim kroatischen Erstligisten RK Zagreb.

### Nationalmannschaft
Für die kroatische Nationalmannschaft bestritt Igor Karačić 130 Länderspiele, in denen er 310 Tore erzielte. Sein Debüt absolvierte er bei den Mittelmeerspielen 2013, wo er mit Kroatien Silber gewann. Bei der Europameisterschaft 2016 gewann er mit Kroatien die Bronzemedaille, 2020 folgte Silber. Weiterhin nahm er an den Olympischen Spielen 2016 in Rio de Janeiro teil. Bei der Weltmeisterschaft 2025 warf Karačić sieben Tore in sechs Partien und gewann mit Kroatien die Silbermedaille. Im Finale bestritt er sein letztes Länderspiel.

## Privates
Sein älterer Bruder Ivan (* 1985) ist ebenfalls Handballnationalspieler, allerdings für Bosnien und Herzegowina. Sein jüngerer Bruder Goran spielt beim HŠK Zrinjski Mostar Fußball.